# Zgodovina prevajalskih namizij
Prevajalsko namizje je moralo iti skozi številne faze razvoja, preden je postalo to, kar poznamo danes  - večnamenski program s pomnilnikom prevodov, terminološko bazo, vzporejevalnikom besedil in v nekaterih primerih celo strojnim prevajalnikom. 

## Nekoč
Začetki prevajalskih namizij segajo v šestdeseta leta 20. stoletja, ko so postale jasne pomanjkljivosti strojnega prevajanja, računalniško podprti terminološki viri pa so pridobivali na priljubljenosti. Takratni prevajalci in terminologi niso imeli na razpolago interneta ali drugih elektronskih pripomočkov, zato so se morali zanašati pretežno na slovarje, glosarje in druge terminološke vire.
Brskanje po gorah papirja je bilo zamudno in neučinkovito, saj naj bi po nekaterih ocenah prevajalci takrat za iskanje terminov porabili 60 odstotkov časa, namenjenega prevajanju.
Med enega prvih pionirjev na tem področju sodi Nemec Friedrich Krollman, ki je s sodelavci pod okriljem nemške vojske leta 1965 začel razvijati sistem LEXIS. Prevajalci so označili izraze, ki so jih želeli imeti prevedene, računalnik pa je nato prečesal bazo za ustreznimi prevodi in jih natisnil.
Tovrstno prevajanje je v količinskem in kakovostnem smislu močno izboljšalo delo, toda zaradi previsoke cene strojne opreme je bilo omejeno le na vladne in druge velike organizacije. Tudi Krollman je priznal, da je terminološke baze smiselno uporabljati le takrat, »ko je količina dela tako velika, da ga ne moremo opravljati ročno« in ko postane »uporaba podatkovne baze ne samo gospodarna, temveč nujna odločitev«. 
Naslednji pomemben korak je leta 1970 naredil Gerhard O. Lippmann, IBM-ov zaposlenec, ki je imel idejo o digitalnih glosarjih. Terminoloških seznamov ne bi bilo več potrebno tiskati, tako kot pri Krollmanovem sistemu, pač pa bi prevajalec kar preklapljal med svojim dokumentom in vnaprej pripravljenim terminološkim izvlečkom. Na žalost je bila Lippmannova zamisel pred svojim časom, saj je moral čakati skoraj deset let, preden je bila programska oprema dovolj razvita za uresničitev njegovih idej. 
Peter Arthern je leta 1979 pomembno vplival na nadaljnji razvoj prevajalskega orodja, ko je izpostavil prednosti, ki bi jih Evropska komisija imela, če bi uporabljala prevajalske arhive. Poudaril je, da se besedila Evropske komisije močno ponavljajo, zaradi česar so prevajalci porabili nemalo časa za prevajanje že prevedenih besedil. Arthern je pradlagal, da se vsa izvirna besedila in prevodi shranijo in uporabijo v kasnejših prevodih. Postopek je poimenoval »prevajanje s priklicem besedil« (translation by text-retrieval). Prevajalec bi se pri že prevedenih besedilih tako ukvarjal le s spreminjanjem številk, datumov, imen, ipd. Prevajal bi le odlomke, ki so bili dodani na novo. Konec osemdesetih se je za ta koncept ustalilo ime pomnilnik prevodov (translation memory, TM).
Leta 1980 se je za razvoj prevajalskih orodij zavzel Martin Kay, ki je imel idejo, da bi urejevalnike besedil razširili s prevajalskimi pripomočki kot so razdeljen zaslon, avtomatsko iskanje besed in fraz po slovarju, možnost uporabe prejšnjih prevajalskih rešitev za večjo doslednost pri prevajanju in avtomatsko prevajanje delov besedila, ki po želji poteka brez prevajalčevih posegov ali interaktivno. 
Že leto pozneje je Alan K. Melby sledil Kayevemu zgledu in predstavil podobno, a kompleksnejšo idejo dvojezičnih konkordanc, ki omogočajo iskanje izrazov po dvojezičnih korpusih. Korpusi niso bili novost, toda Melby je kot prvi predlagal, da bi se konkordance uporabljale kot prevajalsko orodje.
Melby je znan tudi po tem, da je želel »elegantno povezati človeško in strojno prevajanje«. Programu, ki bi bil tega sposoben, je dal ime prevajalsko namizje (translator's workbench). Pri delu z njim bi se prevajalec odločal za pomoč na treh ravneh:
1. raven – izvirno besedilo ni v elektronski obliki, prevajalec uporablja le urejevalnik besedil in terminološke baze
2. raven – izvirno besedilo je v elektronski obliki, zato lahko prevajalec uporablja tudi konkordančni program in avtomatsko išče, prikazuje in vstavlja izraze v besedilu
3. raven – prevajalsko namizje je povezano s sistemom za strojno prevajanje [1]

### ALPS (Automated Language Processing Systems)
Vse omenjene prevajalske pripomočke so uporabljale le prevajalske službe velikih podjetij, saj je bila računalniška oprema za posameznike predraga. To se je sredi osemdesetih spremenilo z iznajdbo mikroprocesorja in posledičnim pojavom prvih osebnih računalnikov. S tem so tudi samostojni prevajalci in manjše prevajalske agencije dobile dostop do digitalnih pripomočkov.
Najpomembnejši temelje za sodobna prevajalska namizja je postavil ALPS-ov večjezični urejevalnik besedil, ki je eno stran zaslona zasedel z izvirnikom, drugo pa s prevodom. Prevajalec je s programom na podlagi že prevedenega lahko ustvaril specifične glosarje, ki jih je imel med prevajanjem odprte v ločenem oknu. Program je prav tako znal izluščiti segmente iz že prevedenih besedil in jih vstaviti med prevajanjem novega besedila. V ALPS-u sta bila torej združena predhodnika terminoloških baz in pomnilnikov prevodov.
Naslednji pomembni korak je naredil Brian Harris s svojimi »biteksti« oz. vzporedno poravnanimi besedili, v katerih sta izvirnik in prevod povezana v prevodne enote (translation units), ki se med prevajanjem shranjujejo in ob srečanju s podobnim stavkom ponovno prikličejo. 

## Danes
V devetdesetih letih 20. stoletja je tehnologija močno napredovala in se zaradi cenovne dostopnosti hitro razširila po gospodinjstvih. Boljša procesorska moč in večje kapacitete trdih diskov so privedli do bliskovitega razvoja programske opreme, kar se je pokazalo tudi na področju računalniško podprtega prevajanja. Razvijalci so začeli povezovati posamezna orodja v prevajalska namizja, ki so bila namenjena tako državnim institucijam kot samostojnim prevajalcem.
Med prve ponudnike komercialnih prevajalskih namizij sodi nemško podjetje Trados, ki je zakupilo pravice za ALPS in na njegovi osnovi zgradilo svoj program Translator's Workbench 2 za DOS, ki je prispel na trg leta 1992. Istočasno so se na trgu pojavila še tri druga prevajalska namizja: TranslationManager/2 (IBM), Transit System (STAR AG) in Eurolang Optimizer (SITE), toda nihče ni bil kos Tradosu, ki je dobil največji kos pogače in kot prvi v prevajalsko namizje vključil pomnilnik prevodov in možnost poravnave besedil. 
Danes je na trgu obilica komercialnih prevajalskih namizij, med najbolj znanimi sta še Déjà Vu (Atril), Wordfast (Champollion).
Za prevajalski trg je 2005 zelo pomembno leto, saj je takrat podjetje SDL (znani po prevajalskem namizju SDLX) kupilo Trados in nastal je SDL Trados, najbolj znano ime na področju prevajalskih namizij. Po nekaterih podatkih naj bi kar 75 % vseh prevajalcev, ki prevajajo s prevajalskimi namizji, uporabljalo SDL Trados. 
Danes veliko prevajalskih namizij vključuje tudi strojne prevajalnike, kot sta si nekoč zamislila Arthern in Melby.
Uporaba prevajalskih namizij v Evropi še vedno narašča, zahvaljujoč prilagodljivosti programov in prijaznim uporabniškim vmesnikom, ki skrajšajo čas učenja in prevajalcem olajšajo delo.